# Подольский, Борис Григорьевич
Бори́с Григо́рьевич Подо́льский (1897 — 1938) — советский государственный деятель, дипломат.

## Биография
Член РКП(б). 
- До 1923 года — председатель Одесского губернского революционного трибунала.
- В 1923—1924 годах — председатель Екатеринославского губернского суда.
- В 1926 году — председатель Екатеринославского окружного суда.
- В 1930—1932 годах — сотрудник Полномочного представительства СССР в Японии.
- В 1932 году — советник Полномочного представительства СССР в Польше.
- С 1932 года — уполномоченный Всесоюзного общества культурной связи с заграницей в Польше.
- С 30 декабря 1936 по 1 ноября 1937 года — полномочный представитель СССР в Литве[1].

5 ноября 1937 года арестован по обвинению в шпионаже. Осуждён Военной коллегией Верховного суда СССР 29 июля 1938 года и в тот же день расстрелян. Реабилитирован определением ВКВС СССР 8 сентября 1956 года. 
Похоронен на полигоне Коммунарка в Московской области.